# 萩原儀左衛門
萩原儀左衛門（はぎわら ぎざえもん、生没年不詳）は、江戸時代前期の武士。赤穂藩浅野氏の家臣。赤穂藩では100石取り。兄に萩原新左衛門、萩原兵助。
赤穂藩改易後の元禄14年（1701年）4月、儀左衛門と兄の兵助は萩原家に伝来する大砲2門を赤穂城受け取りの正使を務めた龍野藩主脇坂安照に売り飛ばした。籠城する場合は敵軍となる相手であるため、萩原の行為は売国行為として浅野家中の批判を集め、ついには萩原を討とうという計画も生まれた。これを知った家老大石良雄は2人を自らの邸に呼び出すと赤穂から離れるよう指示し、儀右衛門と兵助は新居浜あたりへ逃走したという。また、萩原兄弟の背信を知った親族の杉野次房は恥じて萩原家と絶縁したという。